# Destiny Frasqueri
Destiny Nicole Frasqueri (née le 14 juin 1992), plus connue sous son nom de scène Princess Nokia (auparavant Wavy Spice et Destiny) est une rappeuse américaine d'origine Afro-Portoricaine. Elle devient populaire avec ses chansons "G.O.A.T" et "Tomboy", en sortant sa mixtape 1992 Deluxe en septembre 2017. Elle est aussi connue pour sa collaboration avec le groupe de hip hop new-yorkais Ratking et leur membre Wiki.

## Biographie
Frasqueri grandit entre East Harlem et le Lower East Side de New York, et organise des soirées d'envergure dès l'âge de 16 ans. Destiny Frasqueri s'identifie comme afro-amerindienne et est Portoricaine,.

## Carrière

### Sous le nom Wavy Spice
Frasqueri enregistre sa première chanson, "Destiny", en 2010. Elle le publie sur ses comptes SoundCloud et YouTube mi-2012. La chanson est autobiographique et attire un public varié. Elle publie ensuite sa deuxième chanson, "Bitch I'm Posh",.
Son single suivant, "YAYA", illustre ses compétences en rap et en chant. Elle explique dans la description de la chanson sur YouTube que Yaya signifie Grand Esprit en Taïno, et qu'elle rend de cette façon hommage à ses ancêtres Taïnos. La chanson remet en question les perceptions communes de la colonisation. Le single, ainsi que son soutien ouvert des identités queer, transgenres, de la féminité et de la sexualité féminine, attirent l'intérêt des critiques et le soutien d'artistes LGBT comme Mykki Blanco et Le1f. Cinq mois plus tard, Frasqueri publie "Wavy Spice Presents - The Butterfly Knife Prequel". Deux mois plus tard, elle publie "Vicki Gotti, puis "Versace Hottie" encore deux mois plus tard.

### Sous le nom Destiny
En 2015, elle publie un projet inédit intitulé "Honeysuckle", sous son vrai prénom, Destiny.

### Sous le nom Princess Nokia
Frasqueri décrit Princess Nokia comme un alter ego collectif de sa personne. En interview, elle explique qu'elle peut faire de la musique qui touche tout le monde, qui n'est pas reliée à sa personne mais uniquement à la musique et qui peut donc toucher toutes les démographies du monde entier.
Elle présente le personnage de Princess Nokia sur la piste "Nokia", une semaine après "Versace Hottie". "Dragons" suivra en 2014, et est inspiré par l'alchimie entre Daenerys Targaryen et Khal Drogo dans Game of Thrones,. Le collectif sort Metallic Butterfly, son premier album, le 12 mai 2014, et le publie sur le site de Vice et sur SoundCloud.
En février 2017, lors d'un concert à l'université de Cambridge, elle confronte un membre du public dont elle affirme qu'il "disait des obscénités comme 'montre-moi tes seins'". Le harceleur niera plus tard ces propos. Elle descend de la scène, le gifle et lui jette des boissons. En remontant sur scène, elle dit au public : "Voilà ce que vous devez faire quand un mec blanc vous manque de respect".

## Discographie

### Mixtapes
| Titre              | Détail                                                                                 |
| ------------------ | -------------------------------------------------------------------------------------- |
| Metallic Butterfly | - 12 mai 2014 - Sans label - Téléchargement en ligne                                   |
| Honeysuckle        | - 21 septembre 2015 - Sans label - Téléchargement en ligne                             |
| 1992 Deluxe        | - 8 septembre 2017 - Label: Rough Trade Records - Téléchargement en ligne et streaming |

### EPs
| Title | Détails                                                   |
| ----- | --------------------------------------------------------- |
| 1992  | - 6 septembre 2017 - Sans label - Téléchargement en ligne |

### Collaborations
| Titre               | Année | Artiste(s)      | Album      |
| ------------------- | ----- | --------------- | ---------- |
| "Puerto Rican Judo" | 2014  | Ratking         | So It Goes |
| "Steep Tech"        | 2015  | Ratking, Despot | 700-Fill   |

## Vie privée
Destiny Frasquery est ouvertement bisexuelle et non-binaire,.